# SMS Prinz Eugen (1912)

För den tyska kryssaren med samma namn, se Prinz Eugen.  
SMS Prinz Eeugen var ett slagskepp av dreadnought-typ i den österrikisk-Ungerska marinen. Hon var det tredje fartyget av fyra i Tegetthoff-Klass, som hon bildade tillsammans med SMS Viribus Unitis, SMS Tegetthoff och SMS Szent István. Huvudbestyckningen utgjordes av tolv 30,5 cm kanoner i fyra trippeltorn, två i fören och två i aktern, och den sekundära bestyckningen av tolv 15 cm kanoner i kasematter. Prinz Eugen byggdes på varvet Stabilimento Tecnico Triestino i Trieste, och sjösattes den 30 november 1912. Den 8 juli 1914 levererades hon till marinen. Efter första världskrigets utbrott samma sommar assisterade en österrikisk-ungersk eskader där Prinz Eugen ingick, vid de tyska kryssarna Goebens och Breslaus framgångsrika utbrytning från Adriatiska havet via Messinasundet. Hon deltog även i bombardemanget av mål på den italienska kusten, efter landets inträde i kriget på Ententens sida i maj 1915. Efter krigsslutet överlämnades Prinz Eugen som skadestånd till Frankrike, och sänktes där som målfartyg 1922.  

## Galleri

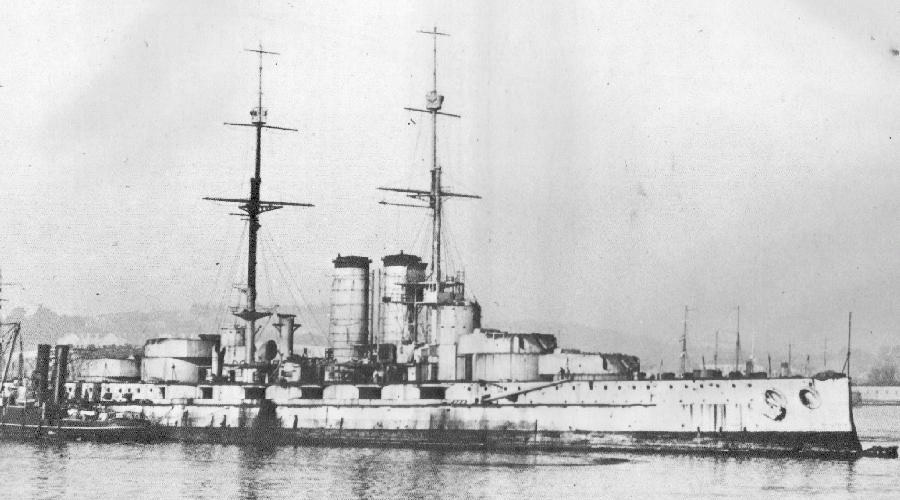
Prinz Eugen som målfartyg med bestyckningen borttagen.
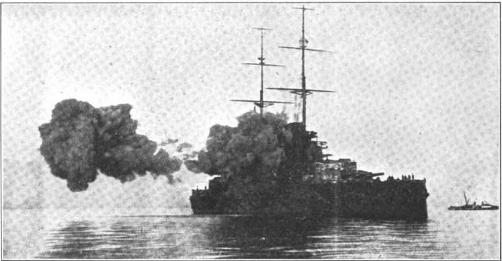
Prinz Eugen avfyrar sitt svåra artilleri 1914.